# Samuel Migaľ
Samuel Migaľ (ur. 30 czerwca 1982 w Koszycach) – słowacki dziennikarz telewizyjny i polityk, poseł do Rady Narodowej, od 2025 minister inwestycji, rozwoju regionalnego i informatyzacji.

## Życiorys
Ukończył szkołę średnią we Vranovie nad Topľou, uzyskał magisterium na Uniwersytecie Świętych Cyryla i Metodego w Trnawie. Zawodowo związany z dziennikarstwem, zaczynał w lokalnej telewizji. Później przez około 20 lat pracował jako reporter i prezenter w stacji telewizyjnej TV JOJ. W 2023 był kandydatem ugrupowania Głos – Socjalna Demokracja Petera Pellegriniego w wyborach parlamentarnych. Mandat poselski objął jeszcze w tym samym roku w miejsce Denisy Sakovej. Dołączył później do wewnątrzpartyjnej opozycji, w styczniu 2025 został wykluczony z partii.
W marcu 2025 podpisał porozumienie z premierem Robertem Ficą, deklarując swoje wsparcie dla koalicji rządowej. W tym samym miesiącu dołączył do jego czwartego gabinetu, obejmując w nim (z rekomendacji partii SMER) urząd ministra inwestycji, rozwoju regionalnego i informatyzacji.